# Otto Fredrikson
Otto Fredrikson (Valkeakoski, 30 de novembro de 1981) é um futebolista finlandês que já atuou no Haka de 1995 até 1999, no OLS Oulu, Tervarit Oulu, Borussia Mönchengladbach, Jaro, e no Lillestrøm.